# Tali Open
Il Tali Open, noto anche come HPP Open e in precedenza come IPP Open, è un torneo professionistico di tennis giocato sul cemento indoor, che fa parte dell'ATP Challenger Tour. Si gioca annualmente sui campi del Tali Tennis Center di Helsinki in Finlandia dal 2001.

## Storia
Il torneo si chiamava IPP Open e il nome proveniva dallo sponsor IPP, compagnia petrolifera russa. Nel 2015, mentre erano in corso i preparativi per l'imminente 15ª edizione, le sanzioni economiche statunitensi contro la Russia costrinsero la IPP a non rinnovare la sponsorizzazione e il torneo Challenger di quell'anno fu cancellato.
Al suo posto fu giocato sugli stessi campi il torneo ITF Futures chiamato Tali Open, dal nome dell'impianto in cui si gioca, e nel 2019 fu ripristinato il torneo Challenger che mantenne il nome Tali Open. Non disputato nel 2020, il Tali Open riprese nel 2021 con un nuovo sponsor, lo studio legale HPP.

## Albo d'oro

### Singolare
| Anno      | Campione           | Finalista          | Punteggio        |
| --------- | ------------------ | ------------------ | ---------------- |
| 2024      | Kei Nishikori      | Luca Nardi         | 3–6, 6–4, 6–1    |
| 2023      | Corentin Moutet    | Sumit Nagal        | 6–3, 3–6, 6–2    |
| 2022      | Leandro Riedi      | Tomáš Macháč       | 6–3, 6–1         |
| 2021      | Alex Molčan        | João Sousa         | 6–3, 6–2         |
| 2020      | Non disputato      | Non disputato      | Non disputato    |
| 2019      | Emil Ruusuvuori    | Mohamed Safwat     | 6–3, 6(4)–7, 6–2 |
| 2018 2015 | Non disputato      | Non disputato      | Non disputato    |
| 2014      | Jürgen Zopp        | Dudi Sela          | 6–4, 5–7, 7–6(6) |
| 2013      | Jarkko Nieminen    | Ričardas Berankis  | 6–3, 6–1         |
| 2012      | Lukáš Lacko        | Jarkko Nieminen    | 6–3, 6–4         |
| 2011      | Daniel Brands      | Matthias Bachinger | 7–6(2), 7–6(5)   |
| 2010      | Ričardas Berankis  | Michał Przysiężny  | 6–1, 2–0 rit.    |
| 2009      | Michał Przysiężny  | Stéphane Bohli     | 4–6, 6–4, 6–1    |
| 2008      | Dmitrij Tursunov   | Karol Beck         | 6–4, 6–3         |
| 2007      | Steve Darcis       | Tobias Kamke       | 6–3, 1–6, 6–4    |
| 2006      | Michael Berrer     | Tomáš Zíb          | 6–2, 3–6, 6–3    |
| 2005      | Björn Rehnquist    | Tomáš Cakl         | 7–6(2), 7–6(4)   |
| 2004      | Peter Wessels      | Lukáš Dlouhý       | 4–6, 6–4, 6–3    |
| 2003      | Davide Sanguinetti | Robin Söderling    | 6–4, 7–6(4)      |
| 2002      | Jarkko Nieminen    | Lovro Zovko        | 7–5, 4–6, 7–5    |
| 2001      | George Bastl       | Ota Fukárek        | 6–4, 4–6, 6–4    |

### Doppio
| Anno      | Campioni                               | Finalista                                    | Punteggio              |
| --------- | -------------------------------------- | -------------------------------------------- | ---------------------- |
| 2024      | Filip Bergevi Mick Veldheer            | Romain Arneodo Théo Arribagé                 | 3–6, 7–6(5), [10–5]    |
| 2023      | Sriram Balaji Andre Begemann           | Jeevan Nedunchezhiyan Vijay Sundar Prashanth | 6–2, 7–5               |
| 2022      | Purav Raja Divij Sharan                | Reese Stalder Petros Tsitsipas               | 6(5)–7, 6–3, [10–8]    |
| 2021      | Alexander Erler Lucas Miedler          | Harri Heliövaara Jean-Julien Rojer           | 6–3, 7–6(2)            |
| 2020      | Non disputato                          | Non disputato                                | Non disputato          |
| 2019      | Frederik Nielsen Tim Pütz              | Tomislav Draganja Pavel Kotov                | 7–6(2), 6–0            |
| 2018 2015 | Non disputato                          | Non disputato                                | Non disputato          |
| 2014      | Henri Kontinen (2) Jarkko Nieminen (2) | Jonathan Marray Philipp Petzschner           | 7–6(2), 6–4            |
| 2013      | Henri Kontinen (1) Jarkko Nieminen (1) | Dustin Brown Philipp Marx                    | 7–5, 5–7, [10–5]       |
| 2012      | Michail Elgin (2) Igor Zelenay         | Uladzimir Ihnacik Wang Yeu-tzuoo             | 4–6, 7–6(0), [10–4]    |
| 2011      | Martin Emmrich (2) Andreas Siljeström  | James Cerretani Michal Mertiňák              | 6–4, 6–4               |
| 2010      | Dustin Brown Martin Emmrich (1)        | Henri Kontinen Jarkko Nieminen               | 7–6(17), 0–6, [10–7]   |
| 2009      | Rohan Bopanna Aisam-ul-Haq Qureshi     | Henri Kontinen Jarkko Nieminen               | 6–2, 7–6(7)            |
| 2008      | Łukasz Kubot Oliver Marach             | Eric Butorac Lovro Zovko                     | 6(2)–7, 7–6(7), [10–6] |
| 2007      | Michail Elgin (1) Aleksandr Kudrjavcev | Harri Heliövaara Henri Kontinen              | 4–6, 7–5, [13–11]      |
| 2006      | Jasper Smit Martijn van Haasteren      | Ernests Gulbis Deniss Pavlovs                | 7–6(6), 6–2            |
| 2005      | Yves Allegro Michael Kohlmann          | Christopher Kas Philipp Petzschner           | 4–6, 6–1, 6–4          |
| 2004      | Robert Lindstedt (2) Lu Yen-hsun       | Gianluca Bazzica Massimo Dell'Acqua          | 6–2, 6–2               |
| 2003      | Robert Lindstedt (1) Robin Söderling   | Roko Karanušić Janko Tipsarević              | 6–3, 6(2)–7, 6–1       |
| 2002      | Mario Ančić Lovro Zovko                | Aleksandar Kitinov Jim Thomas                | 7–6, 4–6, 6–3          |
| 2001      | Tim Crichton Jim Thomas                | Aleksandar Kitinov Jack Waite                | 6–3, 6–4               |